# Doderotrechus
Doderotrechus is een geslacht van kevers uit de familie van de loopkevers (Carabidae). De wetenschappelijke naam van het geslacht is voor het eerst geldig gepubliceerd in 1968 door Vigna Taglianti.

## Soorten
Het geslacht Doderotrechus omvat de volgende soorten:
- Doderotrechus casalei Vigna Taglianti, 1969
- Doderotrechus crissolensis Dodero, 1924
- Doderotrechus ghilianii Fairmaire, 1859
- Doderotrechus obsoletus Agazzi, 1970